# رینهام، کنت
رینهام (به انگلیسی: Rainham) یک شهرک در بریتانیا است که در Medway واقع شده‌است. رینهام ۶٬۳۹۴ نفر جمعیت دارد.